# Henry Habibe
Frederick Hendrik (Henry) Habibe (Aruba, 6 mei 1940) is een Arubaans dichter, literatuurcriticus en letterkundige. Hij publiceerde zijn poëzie voornamelijk in de periode van het door hem opgerichte en geredigeerde tijdschrift Watapana (1968-1972). Zijn gedichten schrijft hij voornamelijk in het Papiaments, incidenteel ook in het Spaans en Nederlands.
Habibe studeerde Spaanse taal- en letterkunde aan de Rijksuniversiteit Leiden en de Katholieke Universiteit in Nijmegen. In zijn studententijd richtte hij het literaire tijdschrift Watapana op. Na zijn afstuderen doceerde hij o.m. Spaans aan het Colegio Arubano en deed hij literair onderzoek op Puerto Rico. In 1985 promoveerde hij in Leiden op de studie El compromiso en la poesía afro-antillana de Cuba y Puerto Rico over Nicolás Guillén en anderen. Verder publiceerde hij studies over het werk van Pierre Lauffer, J.S. Corsen en Luis Daal. Recensies schreef hij voor de Antilliaanse dagbladen Amigoe di Curaçao en Beurs- en Nieuwsberichten (1986-1997). Henry Habibe is lid van de adviesraad van de Werkgroep Caraïbische Letteren van de Maatschappij der Nederlandse Letterkunde in Leiden.

## Werken
- Aurora (1968), poëzie
- Keresentenchi (1980), poëzie
- El compromiso en la poesía afro-antillana de Cuba y Puerto Rico (1985), proefschrift
- Yiu di tera (1985), poëzie
- Un herida bida; Een verkenning van het poëtisch oeuvre van Pierre Lauffer (1994), studie
- Bombai! (1995), vertaling naar het Papiaments van Bombaaj van Els Pelgrom
- De spirituele opgang van een Curaçaose dichter; Een verkenning van het poëtisch oeuvre van Luis Daal (1997), studie
- Honderd jaar Atardi; Een verkenning van het poëtisch oeuvre van J.S. Corsen (2006), studie
- Kantika pa bientu/Liederen voor de wind (2006), naar het Nederlands vertaalde bloemlezing uit het werk van Pierre Lauffer (samen met Igma van Putte-de Windt)
- Vulkanisch samenzijn (2008, In de Knipscheer), poëzie
- Aruba in literair perspectief: tussen traditie en vernieuwing 1905-1975 (2015)